# Nina Vladimirovna Timofeeva
Nina Vladimirovna Timofeeva (in russo Нина Владимировна Тимофеева?; Leningrado, 11 giugno 1935 – Gerusalemme, 3 novembre 2014) è stata una ballerina e politica sovietica. Parallelamente all'attività sulle scene del Teatro Bol'šoj, fu deputata del Soviet Supremo dell'Unione Sovietica tra il 1966 e il 1970 e nel 1969 fu proclamata Artista del popolo dell'Unione Sovietica.

## Biografia
Nata in una famiglia ebraica nella Leningrado sovietica nel 1935, studiò all'Accademia di danza Vaganova e si diplomò nel 1953. Nello stesso anno esordì al Balletto Mariinskij come Maša ne Lo schiaccianoci e nel corso delle tre stagioni seguenti ampliò il proprio repertorio facendo il suo debutto nei ruoli della Fata del Coraggio, la Fata dell'Oro e la Fata dell'Argento ne La bella addormentata, Myrta in Giselle ed esordendo appena diciannovenne come Odette e Odile ne Il lago dei cigni.
Nel 1956 si unì al Balletto Bol'šoj, con cui danzò in molti dei grandi ruoli del repertorio femminile, tra cui Odette e Odile ne Il lago dei cigni, Kitri in Don Chisciotte, Aurora ne La bella addormentata, Frigia ed Egina in Spartak (il secondo dei due ruoli anche nell'adattamento cinematografico del 1975, oltre che alla prima mondiale della versione di Jurij Grigorovič del 1968), Lady Macbeth nel Macbeth di Vladimir Viktorovič Vasil'ev (1980) e le eponime protagoniste in Giselle e Rajmonda. Danzò nel ruolo di Giulietta in occasione del debutto mondiale del Romeo e Giulietta di Vinogradov al Teatro dell'opera e del balletto di Novosibirsk nel 1965. 
Nel 1959 fece il suo esordio al Covent Garden durante la prima tournée di una compagnia sovietica in Occidente e la sua Odette/Odile ne Il lago dei cigni fu così applaudita che dovette concedere nove chiamate alla ribalta. Danzò anche sulle scene italiane in occasione delle tournée europee del Bol'šoj: calcò le scene del Teatro dell'Opera di Roma nel 1970 (Spartak) e nel 1982 (Macbeth), mentre danzò al Teatro alla Scala nella stagione 1969/1970 interpretando Egina in Spartak e Odette/Odile ne Il lago dei cigni accanto al Siegfried di Maris Liepa.
Diede il suo addio alle scene nel 1988, ma restò al Bol'šoj per altri tre anni in veste di répétiteur. Dopo il crollo dell'Unione Sovietica nel 1991, emigrò in Israele con la figlia Nadia, con cui fondò una scuola (e compagnia) di danza a Gerusalemme.
È morta nel 2014 all'età di 79 anni.

## Filmografia (parziale)
- Spartak (Спартак), regia di Vadim Derbenёv e Jurij Grigorovič (1975)